# ER256

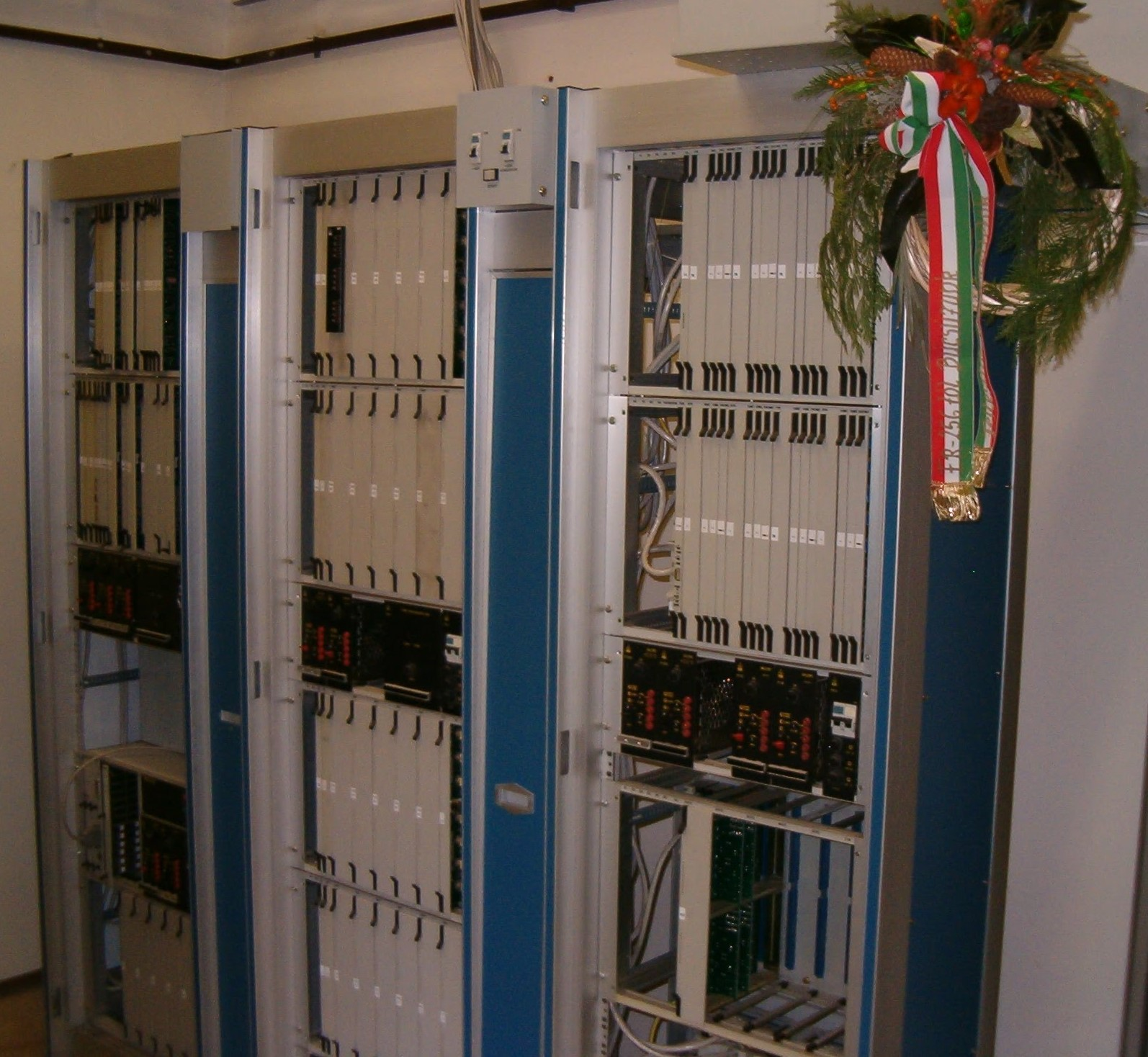
Az utolsó ER256 telefonközpont ünnepélyes lekapcsolása 2005 októberében, Jósvafőn

Az ER256 típusjelű, tároltprogram-vezérlésű telefonközpontot az 1980-as években fejlesztette ki a BHG. A kistelepülésekre szánt („rurál”) központ legkisebb változata 200 előfizetőt szolgált ki, míg végkiépítésben 1000 vonalat kapcsolt.
A magyar telefonhálózatban 1989-től 2005-ig működött.

## Előzmények
1985 végén az ország 3064 települése közül csupán ötszáz kapcsolódott a távhívó hálózathoz. A kistelepüléseken a BHG-ban, Ericsson-licensz alapján gyártott ARK511, illetve ARK522 típusú keresztrudas (elektromechanikus) központok működtek (az előbbi kapacitása 90, az utóbbié 2000 vonal volt).
Ilyen körülmények között kezdte meg a BHG az ER256 tároltprogram-vezérlésű elektronikus rurál végközpont fejlesztését, méghozzá az EP512 elektronikus alközpont alapjain.

## A központ „életútja”

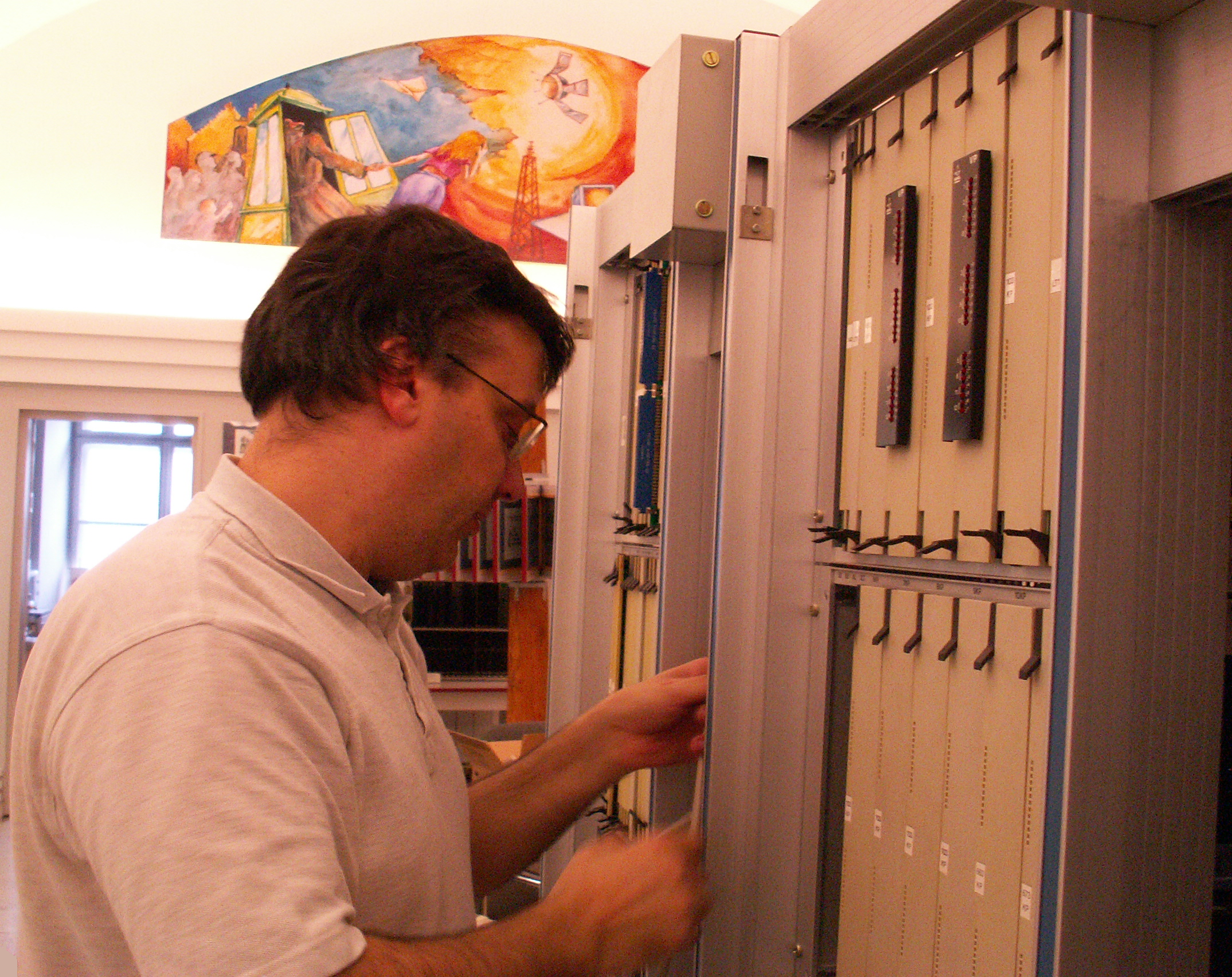
A telefonközpont szerelése a Telefónia Múzeumban.

A nagyközönség először 1989 tavaszán, a Budapesti Nemzetközi Vásáron próbálhatta ki az élő telefonhálózatba kapcsolt mintaközpontot. Ezzel egyidőben már folyt Tarjánban a központ próbaüzeme; az ER256 hivatalosan 1989 augusztusában vette át az ARK511 előfizetőit – és egy évtizeden át szolgálta őket.
Az első központokat épületekbe telepítették, de 1991-ben elkészült a konténerbe szerelt változat, amelyet odébb lehetett vinni, ha Siemens- vagy az Ericsson-központ leváltotta. Két ilyen, ezres kapacitású konténer készült; az első Albertirsán kezdett működni, majd Püspökladányba került. A második Bábolnán szolgált.
A leszerelt központok némelyike múzeumba került: először 2007 márciusában a budapesti Telefónia Múzeumba, ahol a látogatók ki is próbálhatták a működő központot. A múzeum 2017-es bezárásakor az ER256-ot leszerelték, azóta egy magángyűjtő raktárában található.
2021 óta Szegeden, a Neumann János Számítógép-tudományi Társaság Informatikatörténeti Kiállításán ismét megtekinthető egy – ma is működő – központ.

## Rendszerjellemzők
A központ kétszázas fokozatokban bővíthető, minden fokozatot egy, 8085-ös mikroprocesszoros vezérlő irányít. Kapcsolómezője háromfokozatú, visszahurkolt, analóg (tirisztoros).  

### Üzemvitel
Az előfizetői vonalak távmérése a felettes központból történik, az ER256 az AR rendszer PRB modulját szimulálja. Riasztásait szintén a felettes központnak küldi, az ARM központok FIR-LT áramkörei felé. A helyszínen ún. vizsgálótáskával vagy monokróm monitorral követhető a központ működése, de analóg modem segítségével távolról is elérhető a központ. 

### Díjelszámolás

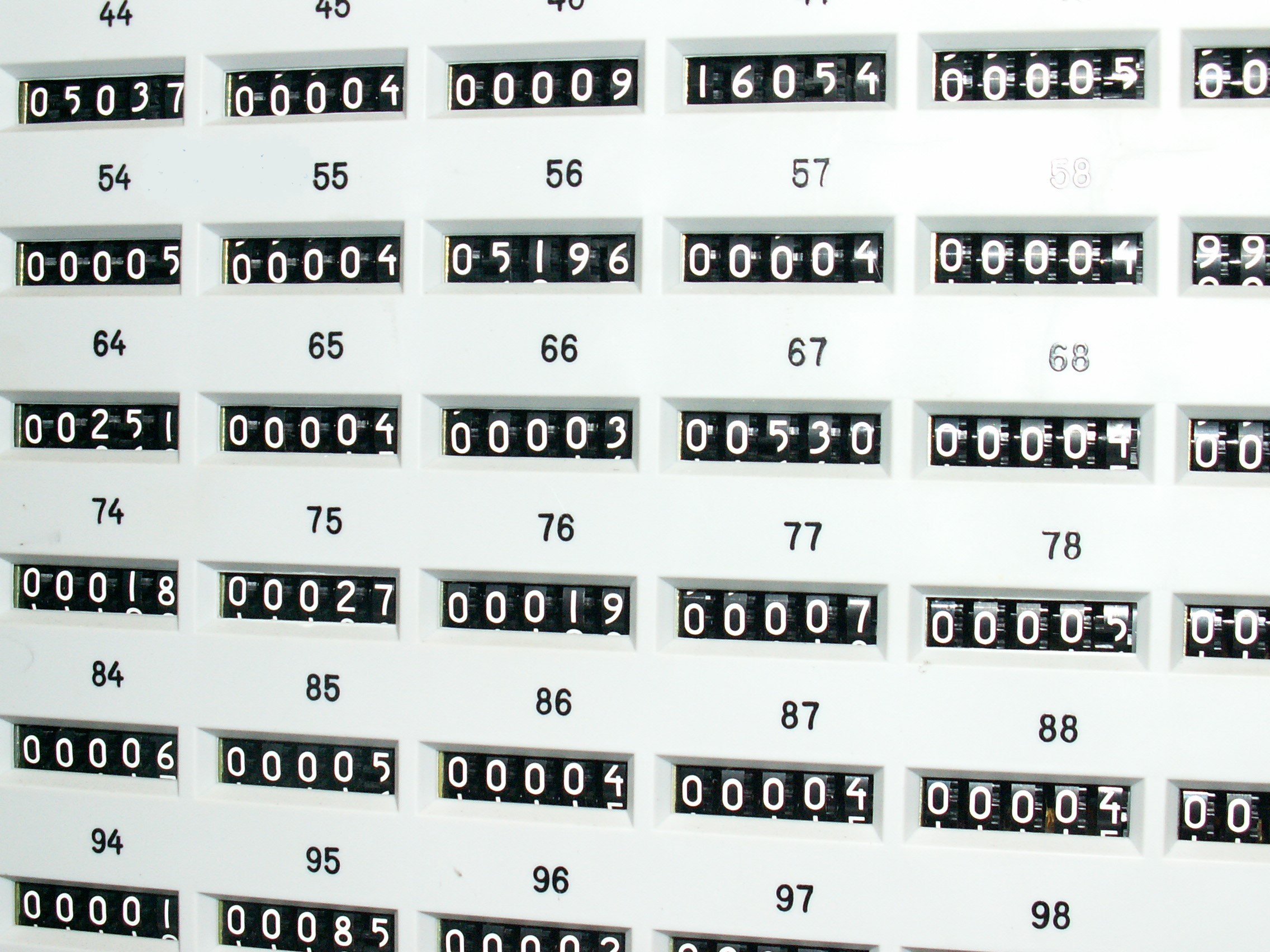
Számlálójelfogók

A központban minden előfizetőhöz tartozott egy számlálójelfogó. A jelfogó a hívott jelentkezésekor lépett egyet, majd – a díjövtől és a napszaktól függő – időszakonként újabb lépéseket tett. Helyi hívás nappal három, éjjel hat percenként léptette a számlálót. Távolsági és nemzetközi hívás során szaporábban lépett a jelfogó. Ilyen szerkezetet majd' száz éve Kosztolányi is látott már; így ír róla: 
„Egy többemeletnyi magasságú tűzfalon villamos számológépek kattannak, valahányszor a 32.500 telefonkagyló valamelyikét felemelik s az üveglappal elzárt korongokon számok ugranak ki, melyeket lefényképeznek, hogy megállapíthassák számláinkat.”
1995-től lehetővé vált, hogy a beszédjegyeket elektronikusan is le lehessen tölteni, mégpedig az ERMON használatával.

### Új szolgáltatások
Az akkoriban üzemelő, elektromechanikus központokhoz képest az ER256 az alábbi többletszolgáltatásokat nyújtotta:
- DTMF: 1 234 555 6789Nyomógombos (DTMF[15]) hívás: az előfizető a hagyományos hurokszaggatás helyett sávon belül – nagyjából ötször gyorsabban[16] – adja át a hívott számot a központnak. A mellékelt példafelvételen az 1 234 555 6789 szám hívása hallható:

- Átirányítás: az érkező hívásokat – egyazon központon belül – tetszőleges másik számra át lehetett irányítani. Az érkező hívások ekkor az új helyen jelentkeztek mindaddig, amíg az előfizető az átirányítást nem törölte. (Ha az előfizető a készülékét átirányította, akkor erre a tényre egy különleges [szaggatott] tárcsahang emlékeztette.)

- A-szám azonosítás: Az ER256 felettes központja el tudja kérni a hívó kapcsolási számát. Ennek rosszakaratú hívás azonosításakor van jelentősége, hiszen így a hívó száma anélkül megállapítható, hogy a hívást központokon keresztül végig kellene követni.

- Speciális hívások átirányítása felettes központba: Ha például a táviratközvetítő hívása a központon belül végződik, és a posta bezár, akkor elegendő a kézibeszélőt mellétenni, a készülék blokkolódása után a hívások már a felettes központba fognak futni.

- A távolsági vonalak foglaltak...Szövegbemondás: Amennyiben az előfizető a saját központján kívüli számot hív, és nincs szabad áramkör a felettes központ felé, akkor egy szövegbemondó áramkör kapcsolódik fel, mely tájékoztatja az előfizetőt a vonalak foglaltságáról. (Eredeti felvétel.)

## Települések, ahol ER256 működött
| Település           | Megye                  | Körzetszám | Számmező          | Kapacitás | Elhelyezés                    | Koordináta                                                 |
| ------------------- | ---------------------- | ---------- | ----------------- | --------- | ----------------------------- | ---------------------------------------------------------- |
| Aggtelek            | Borsod-Abaúj-Zemplén   | 48         | 343 000 … 343 199 | 200       | konténer                      | é. sz. 48,46910°, k. h. 20,50771°48.469100°N 20.507710°E   |
| Albertirsa          | Pest                   | 53         | 370 000 … 370 999 | 1000      | konténer                      |                                                            |
| Ároktő              | Borsod-Abaúj-Zemplén   | 49         | 354 100 … 354 499 | 400       | polgármesteri hivatal         | é. sz. 47,727730°, k. h. 20,949087°47.727730°N 20.949087°E |
| Bábolna             | Komárom-Esztergom      | 34         | 369 000 … 369 999 | 1000      | konténer                      |                                                            |
| Balkány             | Szabolcs-Szatmár-Bereg | 42         | 361 000 … 361 999 | 1000      | épület a posta udvarán        | é. sz. 47,769191°, k. h. 21,861909°47.769191°N 21.861909°E |
| Bánhorváti          | Borsod-Abaúj-Zemplén   | 48         | 344 200 … 344 399 | 200       | falumúzeum                    | é. sz. 48,232755°, k. h. 20,505598°48.232755°N 20.505598°E |
| Borsodivánka        | Borsod-Abaúj-Zemplén   | 49         | 339 000 … 339 399 | 400       |                               |                                                            |
| Bőcs                | Borsod-Abaúj-Zemplén   | 46         | 318 000 … 318 599 | 600       | konténer                      |                                                            |
| Dédestapolcsány     | Borsod-Abaúj-Zemplén   | 48         | 340 000 … 340 199 | 200       | tűzoltószertár                | é. sz. 48,179210°, k. h. 20,484533°48.179210°N 20.484533°E |
| Döbrököz            | Tolna                  | 74         | 335 100 … 335 499 | 400       | célépület                     | é. sz. 46,424165°, k. h. 18,241444°46.424165°N 18.241444°E |
| Dunaharaszti        | Pest                   | 24         | 370 000 … 370 799 | 800       | postaépület                   |                                                            |
| Edelény             | Borsod-Abaúj-Zemplén   | 48         | 346 000 … 346 399 | 400       |                               |                                                            |
| Egerszólát          | Heves                  | 36         | 360 000 … 360 199 | 200       | postaépület                   | é. sz. 47,889144°, k. h. 20,266869°47.889144°N 20.266869°E |
| Érsekvadkert        | Nógrád                 | 35         | 340 000 … 340 399 | 400       | épület a községháza udvarán   | é. sz. 47,997378°, k. h. 19,200254°47.997378°N 19.200254°E |
| Felsönyárád         | Borsod-Abaúj-Zemplén   | 48         | 347 000 … 347 399 | 400       | célépület                     | é. sz. 48,326711°, k. h. 20,598814°48.326711°N 20.598814°E |
| Gönc                | Borsod-Abaúj-Zemplén   | 46         | 388 000 … 388 799 | 800       | postaépület                   | é. sz. 48,470852°, k. h. 21,271494°48.470852°N 21.271494°E |
| Györköny            | Tolna                  | 75         | 352 000 … 352 399 | 400       | postaépület                   | é. sz. 46,635559°, k. h. 18,693546°46.635559°N 18.693546°E |
| Jósvafő             | Borsod-Abaúj-Zemplén   | 48         | 350 000 … 350 199 | 200       | közösségi ház                 | é. sz. 48,482464°, k. h. 20,553332°48.482464°N 20.553332°E |
| Kajdacs             | Tolna                  | 75         | 351 000 … 351 399 | 400       | postaépület                   | é. sz. 46,559839°, k. h. 18,621065°46.559839°N 18.621065°E |
| Kecskéd             | Komárom-Esztergom      | 34         | 378 000 … 378 399 | 400       | régi iskola                   | é. sz. 47,52417°, k. h. 18,30932°47.524170°N 18.309320°E   |
| Kölcse I.           | Szabolcs-Szatmár-Bereg | 44         | 377 000 … 377 999 | 1000      |                               |                                                            |
| Kölcse II.          | Szabolcs-Szatmár-Bereg | 44         | 379 000 … 379 199 | 200       |                               |                                                            |
| Lak                 | Borsod-Abaúj-Zemplén   | 48         | 349 000 … 349 199 | 200       |                               |                                                            |
| Magyarnándor        | Nógrád                 | 35         | 372 000 … 372 399 | 400       | faluház                       |                                                            |
| Máriapócs           | Szabolcs-Szatmár-Bereg | 42         | 385 000 … 385 799 | 800       |                               |                                                            |
| Mocsa               | Komárom-Esztergom      | 34         | 349 500 … 349 699 | 200       |                               |                                                            |
| Nagymányok          | Tolna                  | 74         | 361 000 … 361 399 | 400       |                               |                                                            |
| Nagyoroszi          | Nógrád                 | 35         | 374 000 … 374 399 | 400       |                               |                                                            |
| Nógrád              | Nógrád                 | 35         | 362 000 … 362 399 | 400       |                               |                                                            |
| Nőtincs             | Nógrád                 | 35         | 360 000 … 360 399 | 400       | tűzoltószertár                | é. sz. 47,881278°, k. h. 19,141236°47.881278°N 19.141236°E |
| Nyírbogát           | Szabolcs-Szatmár-Bereg | 42         | 386 xxx           | xxx       |                               |                                                            |
| Őrhalom             | Nógrád                 | 35         | 370 000 … 370 199 | 200       |                               |                                                            |
| Pálfa               | Tolna                  | 75         | 339 000 … 339 199 | 200       | célépület                     | é. sz. 46,717872°, k. h. 18,614842°46.717872°N 18.614842°E |
| Püspökladány        | Hajdú-Bihar            | 54         | 350 000 … 350 999 | 1000      | konténer                      |                                                            |
| Rácalmás            | Fejér                  | 25         | 340 000 … 340 799 | 800       | volt csecsemőotthon           | é. sz. 47,026508°, k. h. 18,945478°47.026508°N 18.945478°E |
| Ragály              | Borsod-Abaúj-Zemplén   | 48         | 354 000 … 354 399 | 400       | Balassa-kastély               | é. sz. 48,403838°, k. h. 20,518706°48.403838°N 20.518706°E |
| Romhány             | Nógrád                 | 35         | 355 000 … 355 399 | 400       |                               |                                                            |
| Sajókaza            | Borsod-Abaúj-Zemplén   | 48         | 355 000 … 355 599 | 600       | postaépület                   | é. sz. 48,282939°, k. h. 20,582938°48.282939°N 20.582938°E |
| Sarud               | Heves                  | 36         | 362 000 … 362 399 | 400       | polgármesteri hivatal garázsa |                                                            |
| Szendehely          | Nógrád                 | 35         | 376 000 … 376 399 | 400       | épület                        | é. sz. 47,856418°, k. h. 19,103539°47.856418°N 19.103539°E |
| Taksony             | Pest                   | 24         | 377 000 … 377 399 | 400       |                               |                                                            |
| Tardona             | Borsod-Abaúj-Zemplén   | 48         | 348 100 … 348 299 | 200       | művelődési ház                | é. sz. 48,171101°, k. h. 20,533486°48.171101°N 20.533486°E |
| Tarján              | Komárom-Esztergom      | 34         | 372 600 … 372 999 | 400       | postafészer                   | é. sz. 47,611055°, k. h. 18,508890°47.611055°N 18.508890°E |
| Tatabánya-kertváros | Komárom-Esztergom      | 34         | 325 000 … 325 999 | 1000      |                               |                                                            |
| Tiszabábolna        | Borsod-Abaúj-Zemplén   | 49         | 356 xxx           | xxx       |                               |                                                            |
| Tiszabecs           | Szabolcs-Szatmár-Bereg | 44         | 378 xxx           | xxx       | célépület a posta udvarán     | é. sz. 48,098223°, k. h. 22,818116°48.098223°N 22.818116°E |
| Tiszanána           | Heves                  | 36         | 366 000 … 366 399 | 400       |                               |                                                            |
| Tököl               | Pest                   | 24         | 379 000 … 379 399 | 400       |                               |                                                            |
| Vatta               | Borsod-Abaúj-Zemplén   | 49         | 333 000 … 333 399 | 400       |                               |                                                            |
| Vértesszőlős        | Komárom-Esztergom      | 34         | 379 000 … 349 399 | 400       |                               |                                                            |
| Zádorfalva          | Borsod-Abaúj-Zemplén   | 48         | 358 000 … 358 199 | 200       |                               | é. sz. 48,387067°, k. h. 20,485102°48.387067°N 20.485102°E |